# Bašta Helvít
Bašta Helvít je jednou ze sedmi dochovaných bašt městského opevnění v Prachaticích. Nachází se v severní části opevnění, v blízkosti Dolní brány, u ulice Zahradní. Dochovala se jako součást obytného domu č. p. 75. Baštu obklopuje městský park, který byl vybudován v roce 1881.
Původně sedmimetrová věž s kruhovým půdorysem vznikla v průběhu 16. století během výstavby vnějšího pásu městských hradeb. Měla několik pater, obránci se mohli bránit proti nájezdníkům prostřednictvím úzkých střílen. V moderní době byla bašta rekonstruována a zastřešena. Nyní je součástí parku. 

## Galerie

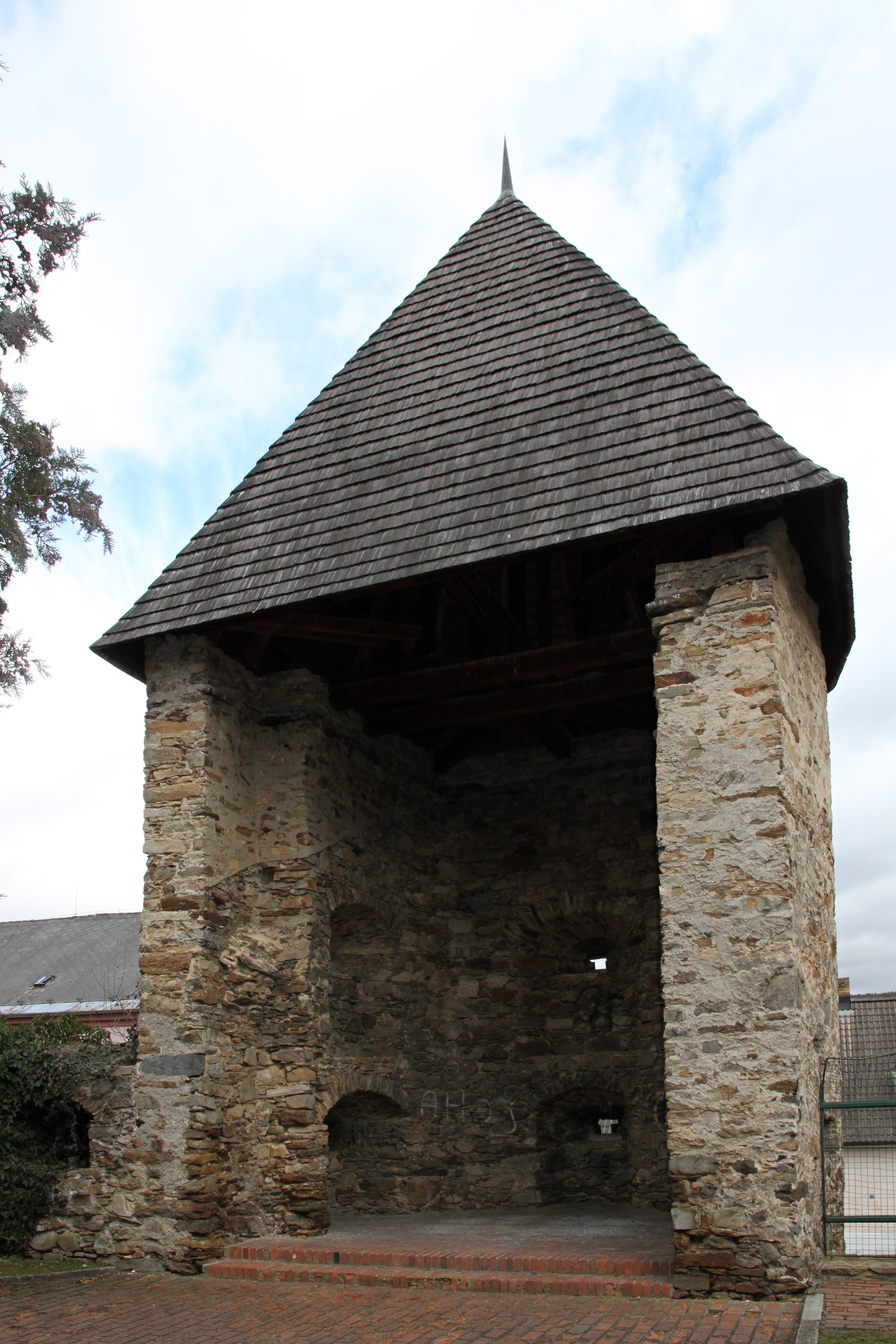
Pohled z parku Parkán
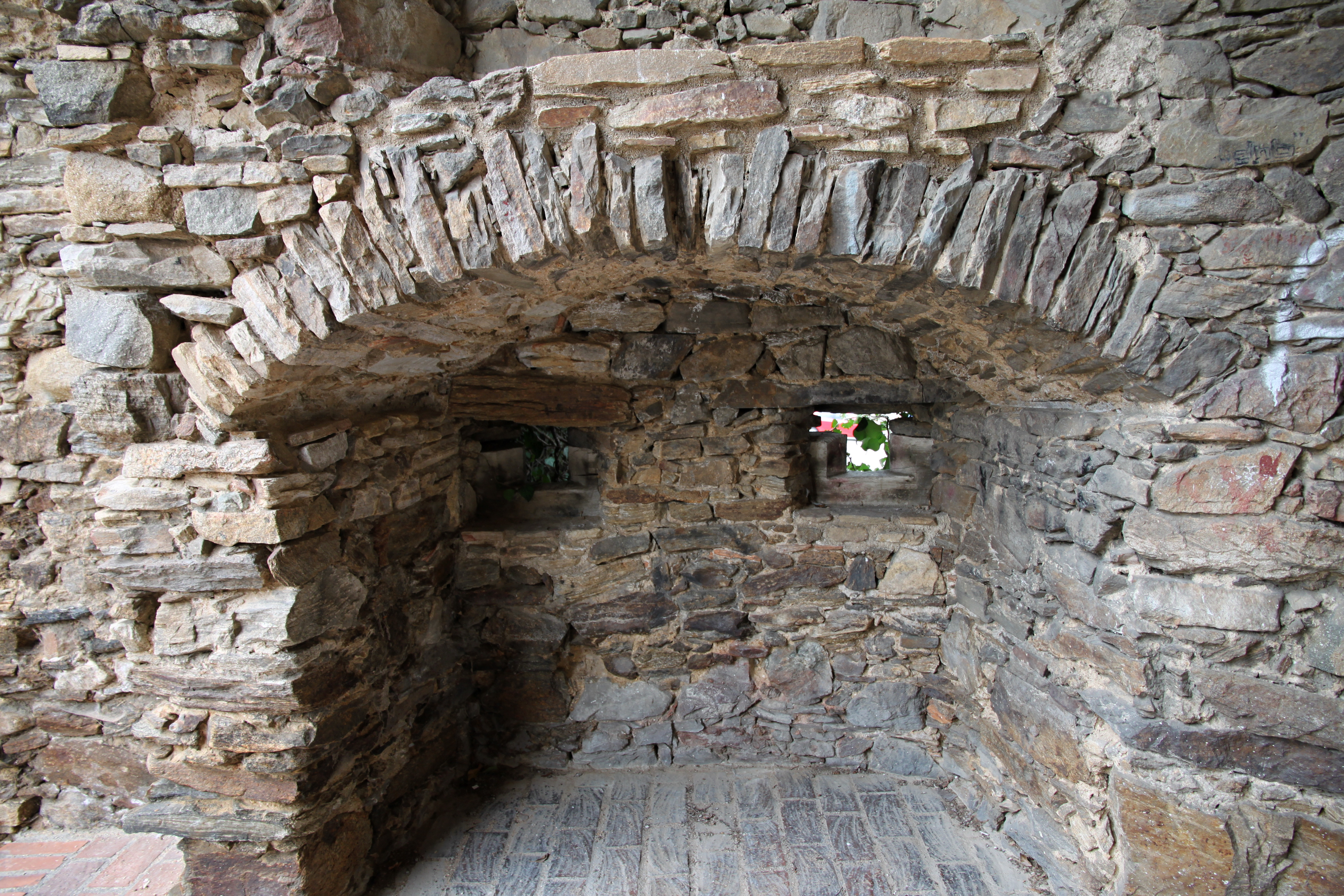
Detail zdiva
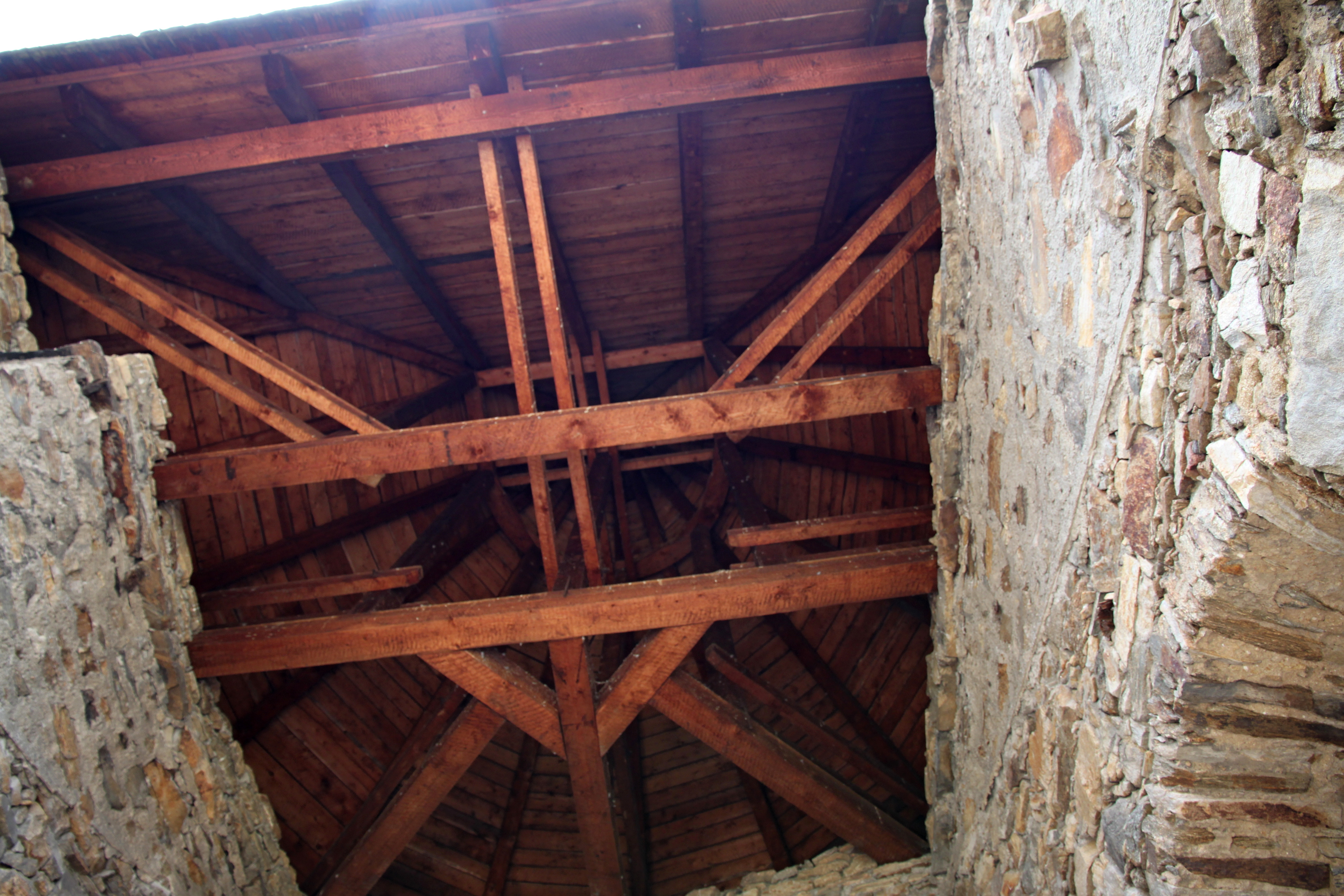
Střecha zevnitř